# Geispitzen
Geispitzen ist eine französische Gemeinde mit 512 Einwohnern (Stand 1. Januar 2022) im Département Haut-Rhin in der Region Grand Est (bis 2015 Elsass). Sie gehört zum Kanton Brunstatt-Didenheim und zum Gemeindeverband Saint-Louis Agglomération.

## Geografie
Geispitzen liegt im Sundgau auf 246 bis 333 Metern Höhe über dem Meeresspiegel, 18 Kilometer nordwestlich von Basel, 14 Kilometer südöstlich von Mülhausen, neun Kilometer südöstlich von Rixheim und drei Kilometer nordwestlich des Kantonshauptorts Sierentz, zwischen den Nachbargemeinden Schlierbach im Nordwesten und Waltenheim im Südosten. Das Gemeindegebiet umfasst 6,02 Quadratkilometer. Im Osten hat die Gemeinde einen Anteil am Forêt Domaniale de la Hardt.

## Geschichte
Das Gemeindegebiet ist seit der Jungsteinzeit besiedelt. Es wurden zwei Siedlungen aus gallo-römischer Zeit auf dem Gemeindegebiet entdeckt. Außerdem wurden Überreste der Römerstraße von Kembs (Cambete) nach Besançon (Vesonito) gefunden.
Geispitzen wurde 1276 als Geispotzheim erstmals urkundlich erwähnt. Die Ortschaft gehörte zur Seigneurie von Landser, die wiederum seit dem 13. Jahrhundert den Habsburgern gehörte. Geispitz litt im 15. und 16. Jahrhundert unter militärischen Auseinandersetzungen zwischen Basel und dem Heiligen Römischen Reich. Zwei Hauptbebauungsperioden sind erkennbar, gegen Ende des 16. und zu Beginn des 17. Jahrhunderts nach dem Dreißigjährigen Krieg (1618–1648).
1793 erhielt Geispitzen (als Geispitz) im Zuge der Französischen Revolution (1789–1799) den Status einer Gemeinde und 1801 das Recht auf kommunale Selbstverwaltung. 1871 wurde die Gemeinde wegen Gebietsveränderungen durch den Verlauf des Deutsch-Französischen Kriegs (1870–1871) in das Deutsche Reich eingegliedert. Nach dem Ersten Weltkrieg (1914–1918) fiel es wieder an Frankreich.
Im Zweiten Weltkrieg (1939–1945) wurden Teile der Ortschaft zerstört.

### Bevölkerungsentwicklung
| Jahr      | 1962 | 1968 | 1975 | 1982 | 1990 | 1999 | 2006 | 2019 |
| Einwohner | 298  | 303  | 306  | 395  | 441  | 418  | 412  | 502  |

## Sehenswürdigkeiten
Die Pfarrkirche Saint-Jean-Baptiste (Johannes der Täufer) wurde 1807 anstelle einer Kapelle  Saint-Germain aus dem 14. Jahrhundert erbaut. Der Glockenturm wurde 1925 vergrößert, 1927 bekam der Turm ein Walmdach. 1954, 1955 und 1976 wurden Restaurierungsarbeiten durchgeführt. 1978 wurde der Turm mit einem neuen Satteldach versehen. Von den ursprünglichen Kircheneinrichtungen blieben nur die Chorstühle erhalten, die aus dem Kloster Lützel stammen.
1807 wurde auch das zugehörige Pastorat erbaut. 1960 wurde es verkauft und befindet sich heute im Privatbesitz.
Die ehemalige Mairie (Bürgermeisterei), die zugleich als Schule diente, wurde um 1900 erbaut. 1986 wurde eine neue Mairie gebaut, seitdem wird das Gebäude nur als Schule genutzt.
Die Zehntscheune des Ortes wurde 1598 gebaut. 1980 wurde sie zu einem Festsaal umgebaut. Sie befindet sich in Privatbesitz.
In Geispitzen gibt es noch einige Wohngebäude aus dem 17. und 18. Jahrhundert. Die Tür des Hauses Nr. 11 ist mit einem Renaissancebogen gekrönt, über der Tür des Hauses Nr. 25 aus dem Jahr 1608 sieht man ein Schild mit den Berufen der ursprünglichen Bewohner.

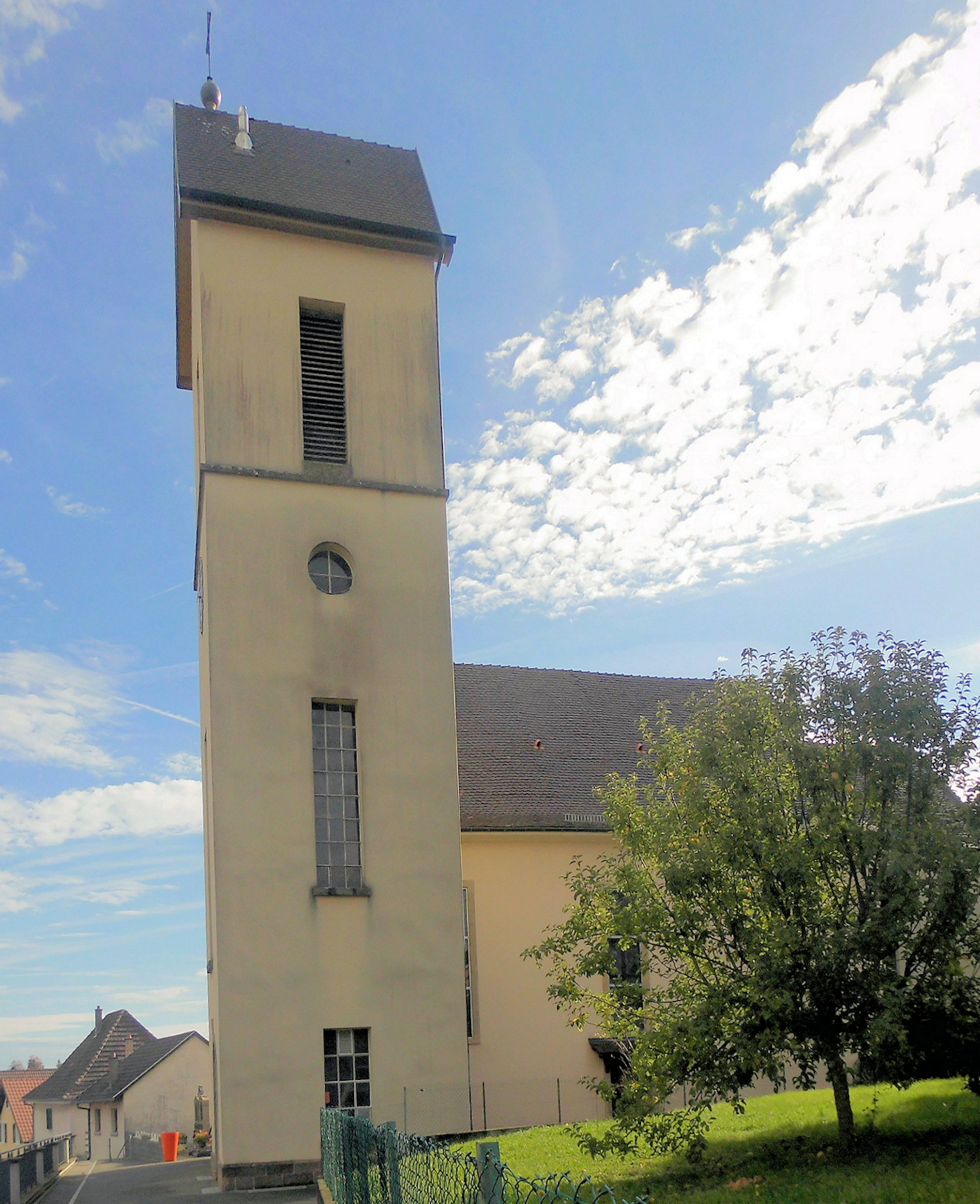
Kirche Saint-Jean-Baptiste, Nordwestseite
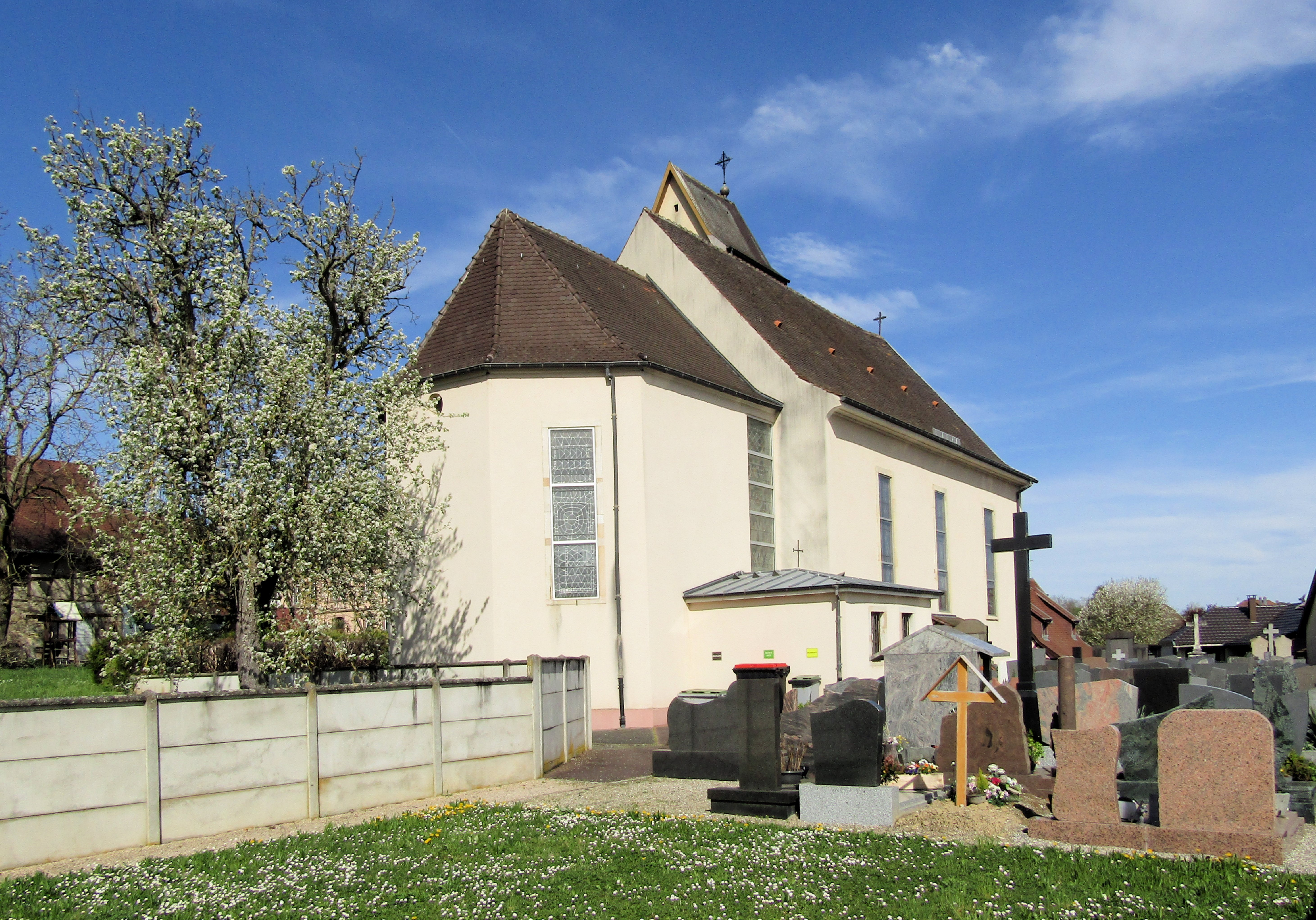
Kirche Saint-Jean-Baptiste, Südostseite
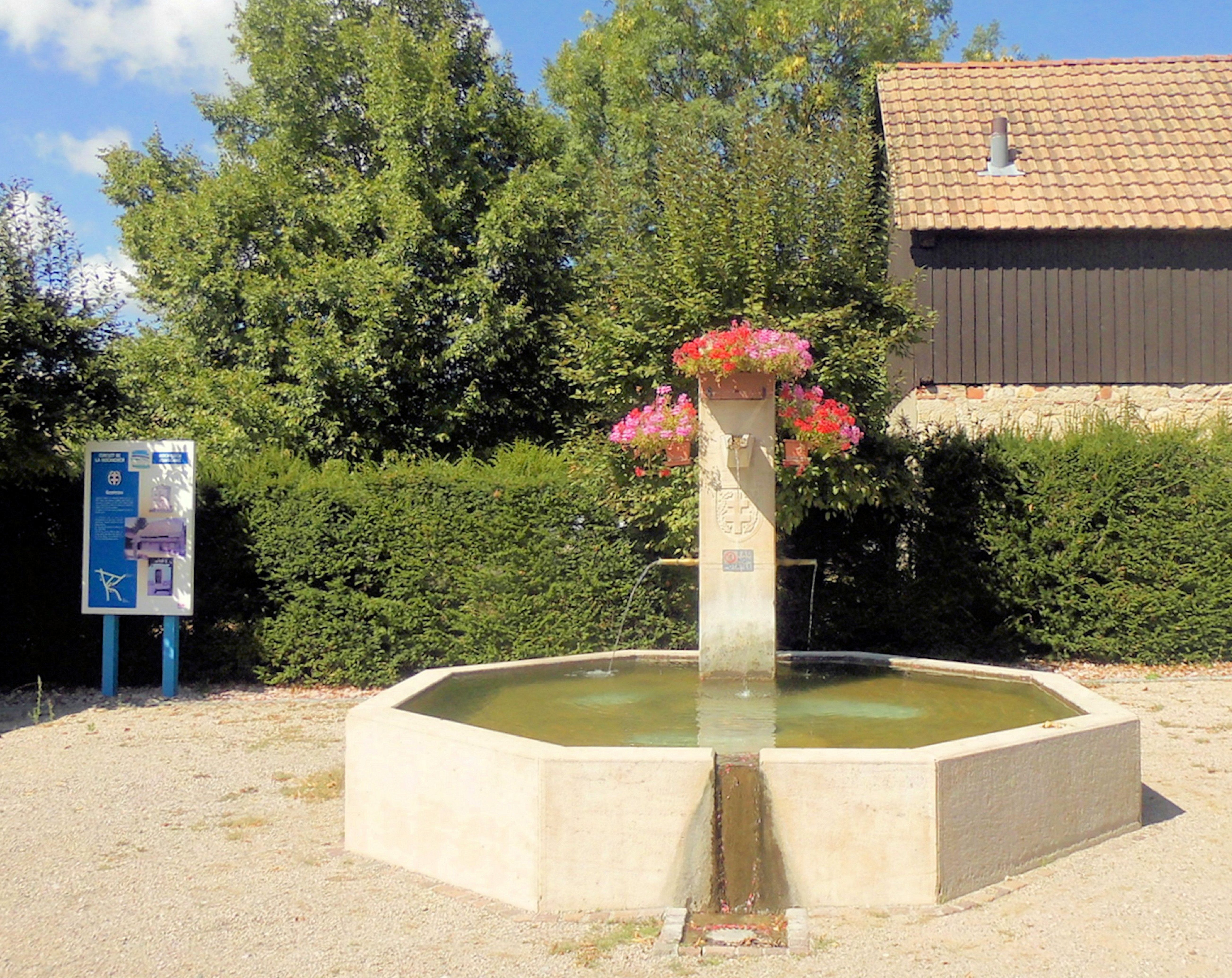
Brunnen
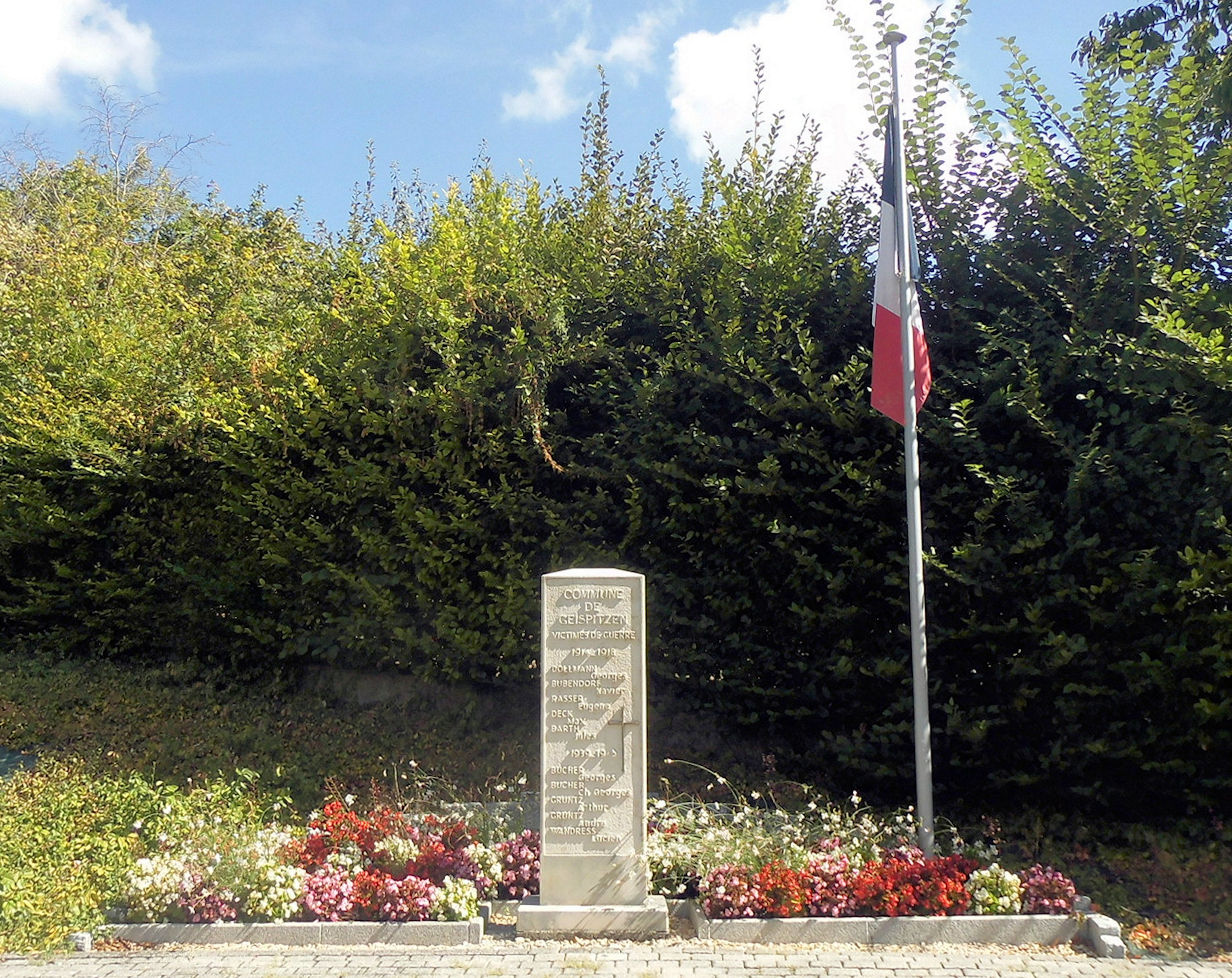
Kriegerdenkmal
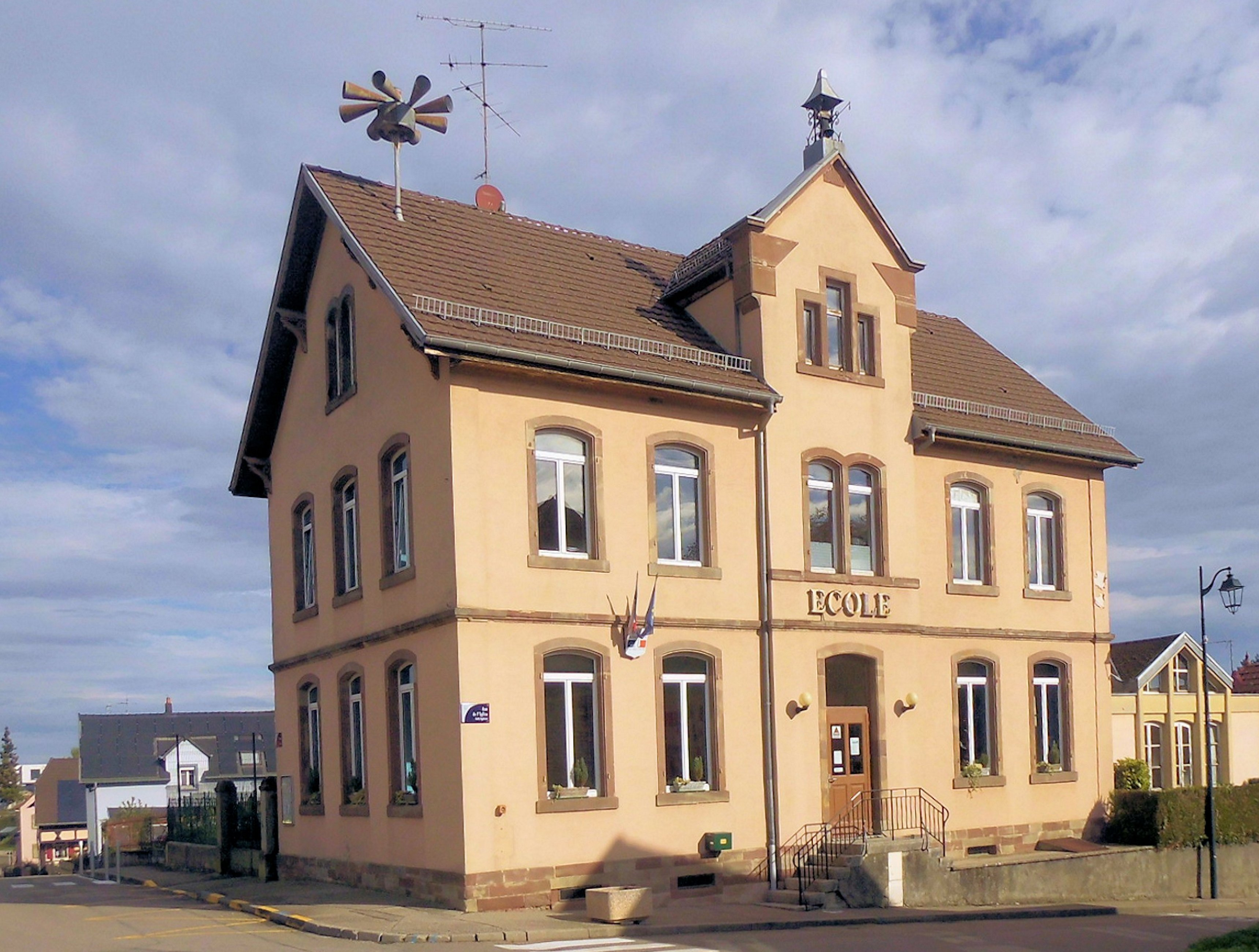
Interkommunale Grundschule

An der Rue de la Libération findet man eine Anzahl gut erhaltener Fachwerkbauten aus der Zeit des Wiederaufbaues nach dem Dreißigjährigen Krieg (aus den 1680er Jahren), alle in Rähmbauweise erstellt, zum Teil mit gemauertem Erd- oder Kellergeschoss, alle  mit traufseitigen Lauben (mehrfach ist die Laubenbrüstung mit Andreaskreuzen verziert. Bei Nr. 20 ruht originellerweise die vordere Hälfte der Laube auf einem Wohnraum). Am Eingang der Route de Waltenheim liegt ein stattliches Gehöft mit gemauertem Erdgeschoss und schönem, noch in spätgotischer Weise profiliertem und mit Kragsturzbogen versehenem Gewände des Hauseingangs.  

## Wirtschaft
Wichtige Erwerbszweige der Bewohner sind Ackerbau und die Zucht von Hausrindern.